# 자유도 (역학)
역학에서 자유도(Degrees of Freedom, DOF 또는 Mobility)는 어떤 물체의 상태를 표시할 수 있는 최소한의 독립된 변수의 수를 말한다.

## 자유도의 계산

### 일반적 경우
일반적으로 2차원에서 한 점의 자유도는 좌우(x축), 상하(y축), 평면상의 회전, 즉 3이다. 마찬가지로 3차원에서 한 점의 자유도는 좌우(x축), 상하(y축), 전후(z축), x-y 평면상의 회전, y-z 평면상의 회전, z-x 평면상의 회전, 총 6이다.

3차원에서의 자유도

### 그뤼블러-커츠바흐 방정식
일반적인 메커니즘의 자유도 값을 구하는 방법을 그뤼블러-커츠바흐 방정식이라고 한다. 그뤼블러 방정식은 다음과 같다.
{\displaystyle M=3L-2J-3G}
{\displaystyle M}은 자유도, {\displaystyle L}은 링크의 수, {\displaystyle J}는 접점의 수, {\displaystyle G}는 땅에 고정된 링크의 수이다.
하지만 실제 존재하는 모든 메커니즘의 경우에는 {\displaystyle G}의 값이 1이다. 또한 그뤼블러 방정식은 자유도가 2인 접점(미끄러지는 경우 등)을 반영하고 있지 않다. 이를 반영한 식이 커츠바흐 방정식이다.
{\displaystyle M=3(L-1)-2J_{1}-J_{2}}
{\displaystyle J_{1}}은 자유도가 1인 접점의 수, {\displaystyle J_{2}}은 자유도가 2인 접점의 수이다.
또한 3차원인 경우에는
{\displaystyle M=6(L-1)-5J_{1}-4J_{2}-3J_{3}-2J_{4}-J_{5}}